# Traton
Traton SE (Traton Group, fostul Volkswagen Truck & Bus AG) este o subsidiară a Grupului Volkswagen și unul dintre cei mai mari producători de vehicule comerciale din lume. Portofoliul său cuprinde autocamione, camioanete, autobuze și autocare. În anul 2024, Traton a vândut 334.215 vehicule.

## Subsidiare
- Scania Vehicles & Services[5] - produce vehicule sub marca Scania (inclusiv camioane autonome);
- MAN Truck & Bus - produce vehicule sub marca MAN și sub marca Neoplan;[6]
- International Motors (anterior Navistar) - produce camioane grele sub marca International și autobuze sub marca IC Bus;
- Volkswagen Truck & Bus (din Brazilia) - specializată pe piețe în dezvoltare;[7]
- Traton Financial Services (Scania Financial Services, MAN Financial Services, International Financial, Volkswagen Truck & Bus Financial Services) - furnizează produse financiare și de asigurare pentru restul mărcilor